# سانتياغو لوسيرو
سانتياغو لوسيرو هو سياسي فلبيني، ولد في 29 ديسمبر 1870، وتوفي في 2 نوفمبر 1925. نشط حزبياً في بارتيدو ليبرال. وقد انتخب عضو مجلس الشيوخ الفلبيني ‏ (1922 – 2 نوفمبر 1925).